# غرينادا (مسيسيبي)
غرينادا (بالإنجليزية: Grenada, Mississippi)‏ هي مدينة تقع في الولايات المتحدة في مقاطعة غرينادا. يقدر عدد سكانها بـ 13,092 نسمة ومساحتها 77.6 كم2 وترتفع عن سطح البحر 65 متر.

## التركيبة السكانية
حدّد مكتب تعداد الولايات المتحدة بيانات التركيبة السكانية لغرينادا في تعداد الولايات المتحدة. في ما يلي، التركيبة السكانية حسب تعدادي 2000 و2010.

### تعداد عام 2000
بلغ عدد سكان غرينادا 14,879 نسمة بحسب تعداد عام 2000، وبلغ عدد الأسر 5,701 أسرة وعدد العائلات 3,872 عائلة مقيمة في المدينة. في حين سجلت الكثافة السكانية 191.3 نسمة لكل كيلومتر مربع (495.5/ميل2). وبلغ عدد الوحدات السكنية 6,210 وحدة بمتوسط كثافة قدره 79.8 لكل كيلومتر مربع (206.7/ميل2).
وتوزع التركيب العرقي للمدينة بنسبة 49.28% من البيض و49.34% من الأمريكيين الأفارقة و0.16% من الأمريكيين الأصليين و0.50% من الأمريكيين ذوي الأصول الآسيوية و0.02% من سكان جزر المحيط الهادئ و0.12% من الأعراق الأخرى و0.56% من عرقين مختلطين أو أكثر و0.70% من الهسبانيون أو اللاتينيون من أي عرق.
بلغ عدد الأسر 5,701 أسرة كانت نسبة 39% منها لديها أطفال تحت سن الثامنة عشر تعيش معهم، وبلغت نسبة الأزواج القاطنين مع بعضهم البعض 41.9% من أصل المجموع الكلي للأسر، ونسبة 22.2% من الأسر كان لديها معيلات من الإناث دون وجود شريك،  بينما كانت نسبة 3.9% من الأسر لديها معيلون من الذكور دون وجود شريكة وكانت نسبة 32.1% من غير العائلات. تألفت نسبة 28.3% من أصل جميع الأسر من عدة أفراد يعيشون في نفس المنزل ونسبة 12.1% كانت تتألف من شخص يعيش بمفرده يبلغ من العمر 65 عاماً أو أكثر. وبلغ متوسط حجم الأسرة المعيشية 2.52، أما متوسط حجم العائلات فبلغ 3.10.
بلغ العمر الوسطي للسكان 35.4 عاماً. وكانت نسبة 27.4% من القاطنين تحت سن الثامنة عشر، وكانت نسبة 9.2% بين الثامنة عشر والرابعة والعشرين عاماً، ونسبة 26.1% كانت واقعةً في الفئة العمرية ما بين الخامسة والعشرين والرابعة والأربعين عاماً، ونسبة 20.2% كانت ما بين الخامسة والأربعين والرابعة والستين، ونسبة 13.7% كانت ضمن فئة الخامسة والستين عاماً فما فوق. يوجد لكل 100 أنثى 82.6 ذكر، ويوجد لكل 100 أنثى في الثامنة عشر من عمرها فما فوق 76.5 ذكر.
بلغ متوسط دخل الأسرة في المدينة 25,589 دولارًا، أما متوسط دخل العائلة فبلغ 31,316 دولارًا. وكان متوسط دخل الذكور 27,946 دولارًا مقابل 21,913 دولارًا للإناث. وسجل دخل الفرد الخاص بالمدينة 13,734 دولارًا. وكانت نسبة 20.3% من العائلات ونسبة 23.6% من السكان تحت خط الفقر، وكان من هؤلاء نسبة 30.1% تحت سن الثامنة عشر ونسبة 27.3% في الخامسة والستين من العمر وما فوق.

### تعداد عام 2010
بلغ عدد سكان غرينادا 13,092 نسمة بحسب تعداد عام 2010، وبلغ عدد الأسر 5,287 أسرة وعدد العائلات 3,445 عائلة مقيمة في المدينة. في حين سجلت الكثافة السكانية 168.3 نسمة لكل كيلومتر مربع (435.9/ميل2). وبلغ عدد الوحدات السكنية 6,016 وحدة بمتوسط كثافة قدره 77.3 لكل كيلومتر مربع (200.2/ميل2).
وتوزع التركيب العرقي للمدينة بنسبة 44.77% من البيض و53.67% من الأمريكيين الأفارقة و0.18% من الأمريكيين الأصليين و0.30% من الأمريكيين ذوي الأصول الآسيوية و0.02% من سكان جزر المحيط الهادئ و0.15% من الأعراق الأخرى و0.91% من عرقين مختلطين أو أكثر و0.93% من الهسبانيون أو اللاتينيون من أي عرق.
بلغ عدد الأسر 5,287 أسرة كانت نسبة 34.3% منها لديها أطفال تحت سن الثامنة عشر تعيش معهم، وبلغت نسبة الأزواج القاطنين مع بعضهم البعض 35.5% من أصل المجموع الكلي للأسر، ونسبة 24.7% من الأسر كان لديها معيلات من الإناث دون وجود شريك،  بينما كانت نسبة 5% من الأسر لديها معيلون من الذكور دون وجود شريكة وكانت نسبة 34.8% من غير العائلات. تألفت نسبة 31.6% من أصل جميع الأسر من عدة أفراد يعيشون في نفس المنزل ونسبة 13.2% كانت تتألف من شخص يعيش بمفرده يبلغ من العمر 65 عاماً أو أكثر. وبلغ متوسط حجم الأسرة المعيشية 2.43، أما متوسط حجم العائلات فبلغ 3.04.
بلغ العمر الوسطي للسكان 37.8 عاماً. وكانت نسبة 25.3% من القاطنين تحت سن الثامنة عشر، وكانت نسبة 9.6% بين الثامنة عشر والرابعة والعشرين عاماً، ونسبة 24.1% كانت واقعةً في الفئة العمرية ما بين الخامسة والعشرين والرابعة والأربعين عاماً، ونسبة 25.6% كانت ما بين الخامسة والأربعين والرابعة والستين، ونسبة 15.4% كانت ضمن فئة الخامسة والستين عاماً فما فوق. وتوزع التركيب الجنسي للسكان بنسبة 45.8% ذكور و54.2% إناث.

## أعلام
- إم. د. جينينغز
- فريمان رانسوم
- كريس أفيري
- جيم مايلز
- جيك جيبس
- بيل سوندرز